# Chachapoya (langue)
Pour les articles homonymes, voir Chachapoyas.
Le chachapoya est une langue amérindienne isolée parlée au Pérou, à l'époque de la colonisation espagnole, par le peuple des Chachapoyas.

## Extension géographique
La langue était parlée à l'Est du Marañón mais son extension géographique exacte est encore mal connue. Elle devait s'étendre dans le département de l'Amazonas, dans les provinces de Bongará, Chachapoyas, Luya, Rodriguéz de Mendoza et partiellement Utcubamba. Il est possible que la langue ait été parlée au-delà, jusqu'à la région de San Martín, où se trouvent les ruines de Gran Pajatén.

## Histoire de la langue

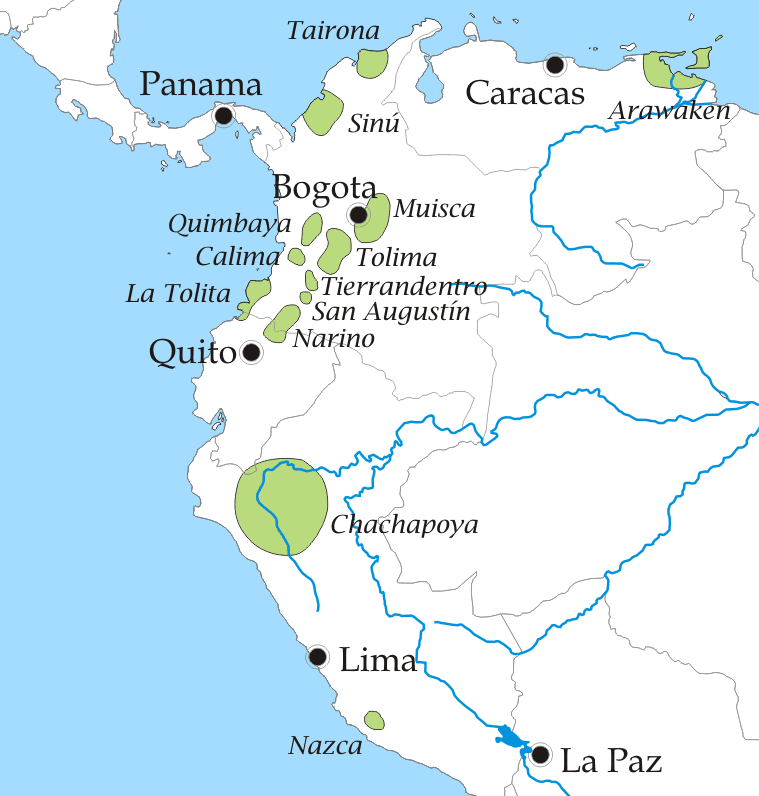
Extension approximative de la culture chachapoya

La langue est éteinte depuis longtemps. La langue a été remplacée par le quechua, mais celui-ci est désormais en voie d'extinction et est supplanté par l'espagnol.
Les Chachapoyas ont été conquis par les Incas  qui déplacèrent de nombreux habitants vers d'autres régions pour former des colonies de peuplement. Ces colonies propres à l'empire inca s'appelaient les mitimaes. À l'inverse, des populations de langue quechua furent installées dans le pays chachapoya.
La langue ne nous est connue que par l'étude des documents coloniaux qui révèlent des centaines de noms de famille, tels que Cam, Yull, ou encore Oc ou Occ, qu'une tradition locale traduit par « ours » ou « puma ». Ces noms sont parfois encore en usage aujourd'hui dans l'Amazonas. Les  toponymes survivants sont aussi très nombreux.

## Classification
Le chachapoya  est considéré comme un isolat linguistique, ou plus exactement comme une langue non classée. Il est cependant possible d'y voir une langue cholonane. La terminaison toponymique fréquente, gach(e), -gat(e), -gote, ressemble fortement à l'hibito kači et au cholón kot, qui signifient eau.